# TecSar
TecSar (Polaris, также известен как Ofeq-8) — разведывательный спутник, разработанный в Израиле космическим подразделением MBT концерна IAI. Относится к радиолокационным разведывательным спутникам. При его изготовлении использована платформа спутников Ofeq (Офек).
Был успешно запущен с индийского космодрома Шрихарикота, ракетой-носителем PSLV, ранним утром 21 января 2008 года. Спутник выведен на эллиптическую орбиту высотой 450×580 км и наклонением 41 градус, период обращения — 94,34 мин. За запуск спутника Израиль заплатил Индии 14 млн. долларов США.
Это первый израильский разведывательный спутник оснащённый радаром с синтезированной апертурой (англ. Synthetic Aperture Radar) работающий в X-диапазоне (сокр. англ. XSAR), эта аппаратура разработана и изготовлена на предприятии фирмы Elta Systems (г.Ашдод), входящем в IAI. TECSAR оснащён электронной аппаратурой, позволяющей транслировать на землю трёхмерные изображения отслеживаемых объектов. По данным издания World Tribune, бортовой радиолокатор спутника, массой около 100 кг обеспечивает получение до 40 снимков за один виток с пространственным разрешением около 1 метра в покадровом режиме и 3-8 метров в режиме непрерывной съёмки. Максимальная разрешающая способность аппаратуры достигает 10 сантиметров. Сообщается о четырёх различных режима съёмки РСА.
Как и все радиолокационные спутники, TecSar является «всепогодным», на работу которого не могут повлиять никакие природные явления в атмосфере Земли, он способен вести сканирование поверхности как днём так и ночью. 
Спутник TecSar весит около 260 килограммов. Высота корпуса — 2,3 м.
Срок службы — 5 лет. Количество снимков — до 180 000 в год. Скорость передачи информации 600 Мбит в секунду.
Первое изображение присланное спутником в центр управления, была фотография мемориального комплекса в Латруне.